# Midnight Lightning
Midnight Lightning deveti je studijski album američkog glazbenika Jimia Hendrixa, postumno objavljen u studenom 1975. godine od izdavačke kuće Reprise Records. Midnight Lightning šesti je studijski album nakon Hendrixove smrti i drugi kojem je producent bio Alan Douglas.
Album sadrži pjesme druge postave sastava The Jimi Hendrix Experience u kojoj su svirali Billy Cox bas-gitaru i Mitch Mitchell ili Buddy Miles bubnjeve.

## O albumu
Kao i na albumu Crash Landing, Douglas je nastavio s kontroverznom metodom te doveo glazbenike koji su na nedovršeni materijal nasnimavali nove dionice. Od originalnih snimki Mitch Mitchell svira bubnjeve jedino u skladbi "Hear My Train A Comin". Na ostalih sedam kao bubnjar pojavljuje se Alan Schwartzberg. Bas dionice na svim pjesmama svira Bob Babbit, a ritam gitaru Jeff Mironov i Lance Quinn. Za razliku od prethodnog albuma, Douglas se na ovome niti u jednoj pjesmi nije potpisao kao njezin koautor. Unatoč činjenici da album sadrži hitove poput "Hear My Train A Comin'" i "Machine Gun", nije najbolje prošao na top ljestvicama, te je u Sjedinjenim Državama završio na #43, a u Velikoj Britaniji na #46 ljestvice albuma.

## Popis pjesama
Sve pjesme napisao je Jimi Hendrix, osim gdje je drugačije naznačeno.
| 1. | »Trashman«               |  | 3:15 |
| 2. | »Midnight Lightning«     |  | 3:49 |
| 3. | »Hear My Train A Comin'« |  | 5:43 |
| 4. | »Gypsy Boy«              |  | 3:45 |

| 1. | »Blue Suede Shoes«                           | Carl Perkins | 3:29 |
| 2. | »Machine Gun«                                |              | 7:36 |
| 3. | »Once I Had a Woman«                         |              | 5:20 |
| 4. | »Beginnings« (Mitch Mitchell, na bubnjevima) |              | 3:02 |

## Izvođači
- Jimi Hendrix – električna gitara, vokal
- Mitch Mitchell – bubnjevi u skladbi A3

Ostali izvođači iz 1975.
- Jeff Mironov – gitara u skladbama A1, A2, A3, B1 i B4
- Lance Quinn – gitara u skladbama A2, A4, B2 i B3
- Allan Schwartzberg – bubnjevi u skladbama A1, A2, A4, B1, B2, B3 i B4, udaraljke u skladbama A3 i A4
- Bob Babbitt – bas-gitara
- Jimmy Maelen – udaraljke u skladbama A2 i B4
- Maeretha Stewart – prateći vokal u skladbama A2, A4 i B3
- Barbara Massey – prateći vokal u skladbama A2, A4 i B3
- Vivian Cherry – prateći vokal u skladbama A2, A4 i B3
- Buddy Lucas – usna harmonika u skladbi B3

## Vanjske poveznice
- Discogs.com - Recenzija albuma